# Javi Paredes
Javier Paredes Arango (Oviedo, Asturias, España, 5 de julio de 1982), conocido como Javi Paredes, es un exfutbolista español. Actualmente se desempeña como abogado especialista en derecho deportivo y penal español.

## Trayectoria
Habiéndose formado en las categorías inferiores del Real Oviedo, debuta con el primer equipo en 2001. Tras dos temporadas en el primer equipo de su ciudad ficha por el Real Madrid Castilla donde estará asimismo por dos temporadas. En 2005 recala en el Getafe CF de Bernd Schuster, equipo con el que debutó en Primera División en su estadio el 28 de agosto en el encuentro liguero contra la Real Sociedad, que se saldará con victoria local por dos goles a cero. La siguiente temporada −la última del jugador en el conjunto azulón− disputaría la final de la Copa del Rey contra el Sevilla FC, primera final copera en la historia del club y que ganarían los de Nervión por la mímima.
Real Zaragoza
En verano de 2007 ficha por el Real Zaragoza por cinco temporadas, coincidiendo con la llegada de su compañero del Getafe Gabi. Ambos jugadores serán capitanes del equipo blanquillo años después. A mitad de la temporada 2011/12 Javier Paredes se convierte en capitán del Real Zaragoza tras la salida de Leo Ponzio en el mercado invernal. En la segunda vuelta de esta campaña, con la llegada de Manolo Jiménez, tras continuar en el lateral izquierdo en un principio, el entrenador andaluz lo acabará emplazando finalmente como defensa central. Aunque el jugador acabaría contrato al final de esa temporada, Manolo Jiménez quiso contar con él como capitán para la siguiente campaña, y su renovación para dos temporadas más otra opcional se confirmaría oficialmente el 26 de junio de 2012. Finalmente el 25 de febrero de 2014 es despedido del Real Zaragoza, junto con Movilla, tras perder protagonismo en las últimas fechas, y debido al alto coste de su ficha para club en Segunda División.
Albacete
Tras casi un año sin equipo, el 9 de enero de 2015 ficha por el Albacete Balompié de la Segunda División de España para intentar lograr la salvación con este equipo, debido a su experiencia.
Y logró el objetivo que buscaba el club con su llegada por tan solo media temporada ya a cumplir las expectativas el club decide hacerle contrato por dos campañas.
Ebro
Comenzó a entrenarse con el Club Deportivo Ebro de la Segunda División B de España desde mediados de noviembre al no haber encontrado club tras el descenso del Albacete. Tras un par de meses ficha finalmente por el club zaragozano como incorporación en el mercado invernal. Tras media campaña en la que pudo disputar sus últimos encuentros como futbolista y después de meditarlo durante meses, se retira en septiembre de ese mismo año al comenzar la siguiente temporada.
Tras su retirada
Una vez retirado como futbolista comenzó a ejercer como licenciado en Derecho que es comenzó a ejercer como abogado, y empezó a aparecer en Aragón TV como comentarista deportivo. También es asesor de política deportiva en Aragón en el partido político Ciudadanos.

## Clubes
| Club                  | País   | Año       |
| --------------------- | ------ | --------- |
| Real Oviedo "B"       | España | 2000-2001 |
| Real Oviedo           | España | 2001-2003 |
| Real Madrid C. F. "B" | España | 2003-2005 |
| Getafe C. F.          | España | 2005-2007 |
| Real Zaragoza         | España | 2007-2014 |
| Albacete Balompié     | España | 2015-2016 |
| C. D. Ebro            | España | 2017      |